# Dominik Paul Weber
Dominik Paul Weber (* 17. Juni 1986 in Münster) ist ein deutscher Theater- und Filmschauspieler.

## Leben und Wirken
Weber wuchs in Arnsberg auf und machte 2006 am Laurentianum Arnsberg das Abitur, anschließend studierte er bis 2009 Volkswirtschaftslehre an der Universität Bonn. Von 2010 bis 2014 studierte er Schauspiel an der Hochschule für Musik und Theater „Felix Mendelssohn Bartholdy“ in Leipzig.
2012 wurde Weber für die gemeinsame Produktion mit Klara Deutschmann von Einige Risiken schreiben Geschichte mit dem Nachwuchsförderpreis PR Film ausgezeichnet. 2013 spielte er im, vom Bundesministerium für Bildung und Forschung mit dem Ensemblepreis ausgezeichneten, Stück Der große Marsch von Wolfgang Lotz im Centraltheater Leipzig mit. Neben verschiedenen Theaterproduktionen wie Sommernachtstraum am Theater Freiburg oder Rico, Oskar und die Tieferschatten am Theater Münster spielte Weber auch in verschiedenen Fernsehproduktionen mit. 2014 war er in einer Folge von Hotel 13 zu sehen, 2016 spielte er im RTL-Fernsehfilm Duell der Brüder – Die Geschichte von Adidas und Puma die Rolle Kohlmeyer. 2020 war er in zwei Folgen in der auf ZDFneo ausgestrahlten Serie Dunkelstadt als Krankenpfleger zu sehen.

## Theatrografie (Auswahl)
- 2013: Der große Marsch, Centraltheater Leipzig
- 2014: Die kosmische Oktave, Sophiensäle Berlin und Schauspiel Frankfurt
- 2015: Es bringen, Düsseldorfer Schauspielhaus
- 2017: Plan D, Theater Münster
- 2018: Wilhelm Tell, Theater Münster

## Filmografie (Auswahl)
- 2009: Berlin (Kurzfilm)
- 2012: Die Reichsgründung (Spielfilm)
- 2014: SOKO Leipzig (Fernsehserie, Folge Kontrollverlust)
- 2014: Hotel 13 (Fernsehserie, Folgen 121–144)
- 2014: In aller Freundschaft (Fernsehserie, Folge Verdachtsmomente)
- 2015: Epilepsy (Kurzfilm)
- 2015: Tatort: Niedere Instinkte
- 2015: Buddha’s Little Finger
- 2015: Alarm für Cobra 11 – Die Autobahnpolizei (Fernsehserie, Folge Space)
- 2016: Duell der Brüder – Die Geschichte von Adidas und Puma (Spielfilm)
- 2016: Zazy
- 2018: Was uns nicht umbringt
- 2019: Wintertage (Kurzfilm)
- 2020: Dunkelstadt (Fernsehserie, Folgen 1.03, 1.06)
- 2022: Tatort: Hubertys Rache
- 2024: SOKO Köln (Fernsehserie, Folge Das Küken)